# Фридман, Александр Александрович
Алекса́ндр Алекса́ндрович Фри́дман (4 (16) июня 1888, Санкт-Петербург — 16 сентября 1925, Ленинград) — русский и советский математик, гидромеханик, физик и геофизик, основоположник современной физической космологии, автор исторически первой нестационарной модели Вселенной (Вселенная Фридмана), один из создателей современной динамической метеорологии.

## Биография
Родился 16 июня 1888 года в Санкт-Петербурге в семье выпускника Санкт-Петербургской консерватории (в ту пору студента и артиста балетной труппы), композитора Александра Александровича Фридмана (1866—1909) и преподавателя игры на фортепиано (в ту пору тоже студентки консерватории) Людмилы Игнатьевны Фридман (урождённая Воячек, 1869—1953). Дед по материнской линии, Игнатий Каспарович Воячек (1825—1916), состоял органистом и дирижёром Императорского Мариинского театра. В 1897 году, когда будущему учёному было 9 лет, родители расстались и в дальнейшем он воспитывался в новой семье отца (который повторно женился на балерине Анне Христиановне Иогансон), а также в семьях деда — лекарского помощника Придворного медицинского округа и губернского секретаря Александра Ивановича Фридмана (1839—1910) и тёти, пианистки Марии Александровны Фридман (с матерью А. А. Фридман возобновил отношения лишь незадолго до кончины).
Учился во 2-й Санкт-Петербургской гимназии. В гимназические и студенческие годы увлекался астрономией. Во время революции 1905 года участвовал в политической деятельности, был членом ЦК Северной социал-демократической организации средних школ Петербурга, печатал на гектографе прокламации. Одноклассником (в гимназии, впоследствии и в университете и аспирантуре) и другом Фридмана был Я. Д. Тамаркин, в будущем известный математик, вице-президент Американского математического общества. В октябре 1905 года Фридман вместе с Яковом Тамаркиным отправил свою первую математическую работу в один из ведущих научных журналов Германии «Математические анналы»; статья, посвящённая числам Бернулли, была опубликована в 1906 году. На класс старше учился В. И. Смирнов, в будущем также математик, академик АН СССР, автор популярного пятитомного «Курса высшей математики».
Окончив гимназию с золотой медалью, в 1906 году поступил на математическое отделение физико-математического факультета Санкт-Петербургского университета, который окончил в 1910 году. Был оставлен на кафедре чистой и прикладной математики у профессора В. А. Стеклова для подготовки к профессорскому званию. До весны 1913 года Фридман занимался математикой, а также руководил практическими занятиями в Институте инженеров путей сообщения, читал лекции в Горном институте. Фридман и Тамаркин, ещё будучи студентами, регулярно посещали занятия кружка новой теоретической физики, организованного в 1908 году недавно приехавшим из Германии П. С. Эренфестом, которого Фридман считал, как и Стеклова, одним из своих учителей.
В 1913 году был принят на работу в Аэрологическую обсерваторию в Павловске (под Санкт-Петербургом) в должности физика, где стал заниматься аэрологией. Директор ГФО Б. Б. Голицын обратил внимание на способности Фридмана и предложил ему получить необходимые знания в области динамической метеорологии (которая является разделом геофизической гидродинамики). С этой целью весной 1914 года был направлен в командировку в Лейпциг, где в это время жил и работал известный норвежский метеоролог Вильгельм Фриман Корен Бьеркнес (1862—1951), создатель теории фронтов в атмосфере. Летом того же года Фридман летал на дирижаблях, принимая участие в подготовке к наблюдению солнечного затмения в августе 1914 года.
С началом Первой мировой войны вступил добровольцем в авиационный отряд. В 1914—1917 годах участвовал в организации аэронавигационной и аэрологической службы на Северном и других фронтах, был лётчиком-испытателем, участвовал в боевых вылетах, бомбил Перемышль, проводил авиаразведку. Георгиевский кавалер, был награждён золотым оружием и орденом Святого Владимира с мечами и бантом. Он составил таблицы для прицельного бомбометания и проверял их в бою.
В 1916—1917 годах прапорщик Фридман находился в Киеве, где преподавал в Военной школе лётчиков-наблюдателей, читая курсы аэронавигации и аэронавигационных приборов, опубликовал первое учебное пособие по аэронавигации, а также заведовал Центральной аэронавигационной станцией. Он организовал метеослужбу на фронте и ремонт авианавигационных приборов в частях действующей армии. Под началом Фридмана в авиационном отряде во Львове и Киеве служил Э. Пален, в будущем известный астроном.
В Киеве прочитал несколько пробных лекций в Университете святого Владимира, необходимых для получения звания приват-доцента, а также участвовал в деятельности Киевского физико-математического общества, став его действительным членом.
Стал основателем и первым директором завода «Авиаприбор» в Москве (июнь 1917 года) — первого авиаприборостроительного предприятия в России.
С апреля 1918 года по 1920 год — профессор кафедры механики недавно организованного (сначала в качестве филиала Петроградского) Пермского университета.
С 15 августа по 30 сентября 1919 года Фридман — декан физико-математического факультета Пермского университета. В 1920 году он создал на факультете три отделения и два института (геофизический и механический).
С июля 1919 года по май 1920 года (одновременно с выполнением обязанностей декана) — проректор Пермского университета по хозчасти.

В июне 1918 года стал одним из организаторов Пермского физико-математического общества (куда входило около 60 человек), стал его секретарём и наладил выпуск трудов общества. С весны до середины августа 1919 года был командирован в Екатеринбургскую магнитную и метеорологическую обсерваторию.

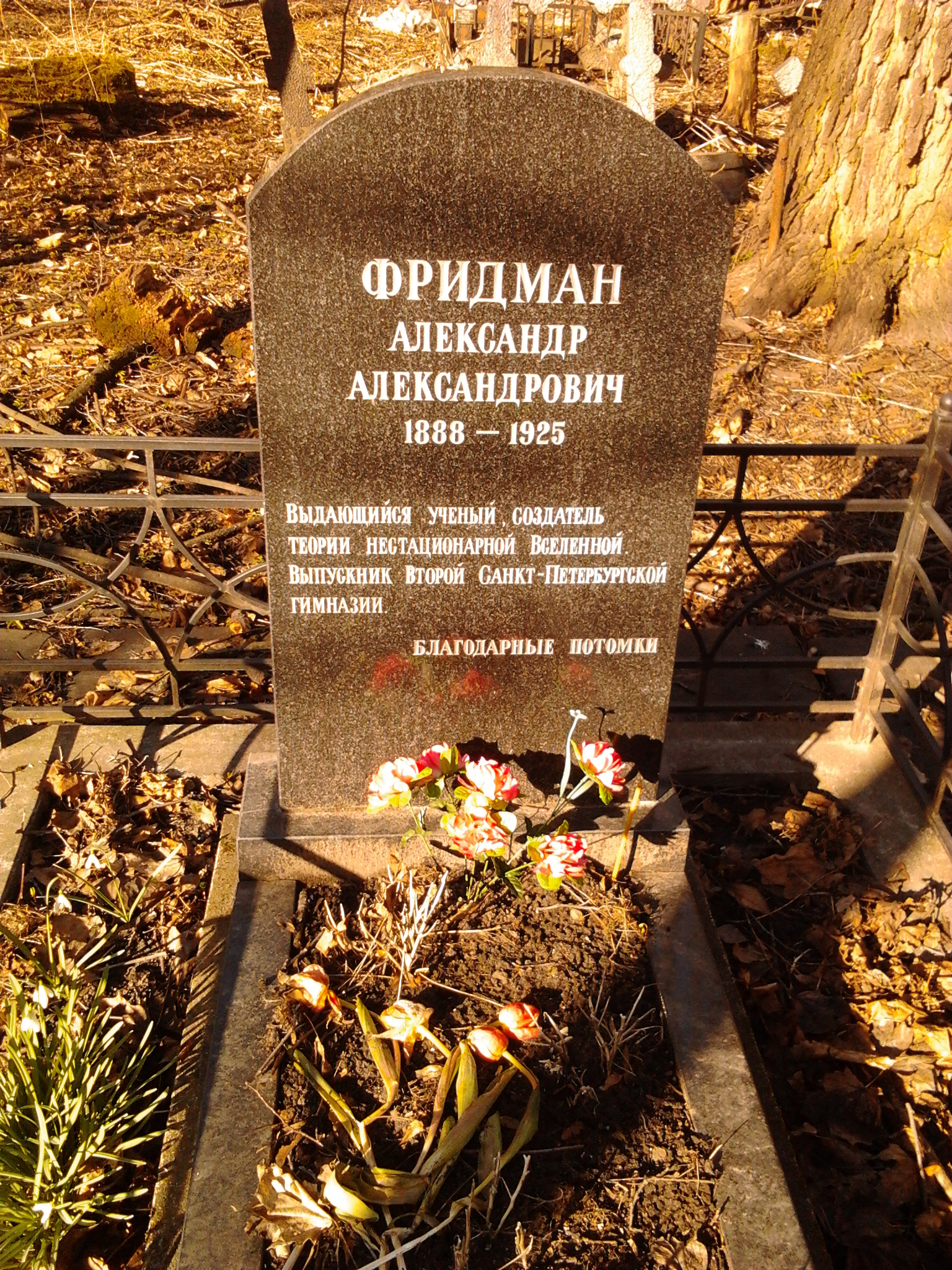
Могила А. А. Фридмана на Смоленском православном кладбище Санкт-Петербурга.

В мае 1920 года возвратился в Петроград. 12 июля 1920 стал преподавателем на кафедре математики и механики университета, работал в Главной физической обсерватории (ГФО) (с 1924 года — Главная геофизическая обсерватория) в созданном по его инициативе математическом бюро ГФО, одновременно в качестве профессора кафедры прикладной аэродинамики преподавал на только что открывшемся факультете воздушных сообщений Института инженеров путей сообщения. 2 августа 1920 года был избран профессором теоретической механики на физико-механическом факультете Петроградского политехнического института. Кроме того, был привлечён начальником Морской академии Крыловым для преподавания в качестве адъюнкта по кафедре механики академии. Также работал в Атомной комиссии Государственного оптического института, где рассчитал модели многоэлектронных атомов и вел исследования по адиабатическим инвариантам.
С 1923 года — главный редактор «Журнала геофизики и метеорологии». С июля по сентябрь 1923 года Фридман был в загранкомандировке в Германии и Норвегии. Ещё одна поездка за границу, в Голландию и Германию, состоялась в апреле — мае 1924 года.
5 февраля 1925 года, незадолго до смерти, был назначен директором Главной геофизической обсерватории.
В свадебном путешествии с молодой женой по Крыму в июле — августе 1925 года заразился тифом. Умер в Ленинграде от недиагностированного брюшного тифа вследствие неправильно проведённых лечебных процедур 16 сентября 1925 года. По предположению самого Фридмана, заразился, вероятно, съев немытую грушу, купленную на одной из железнодорожных станций по пути из Крыма в Ленинград. Похоронен на Смоленском православном кладбище.
В 1931 году Фридману была посмертно присуждена премия имени В. И. Ленина (учрежденная СНК СССР).

## Научные достижения
Основные работы посвящены проблемам динамической метеорологии (теории атмосферных вихрей и порывистости ветра, теории разрывов непрерывности в атмосфере, атмосферной турбулентности), гидродинамике сжимаемой жидкости, физике атмосферы и релятивистской космологии. В июле 1925 года с научными целями совершил полёт на аэростате вместе с пилотом Павлом Федосеенко, достигнув рекордной по тому времени для СССР высоты 7400 м. Фридман одним из первых освоил математический аппарат теории гравитации Эйнштейна и начал читать в университете курс тензорного исчисления как вводную часть к курсу общей теории относительности. В 1923 году вышла в свет его книга «Мир как пространство и время» (переиздана в 1965 году), познакомившая широкую публику с новой физикой.
Мировую известность получил, создав модели нестационарной Вселенной, где он предсказал, в частности, расширение Вселенной. Полученные им в 1922—1924 годах при исследовании релятивистских моделей Вселенной нестационарные решения уравнений Эйнштейна положили начало развитию теории нестационарной Вселенной. Учёный исследовал нестационарные однородные изотропные модели с пространством сначала положительной, а затем и отрицательной кривизны, заполненным пылевидной материей (с нулевым давлением). Нестационарность рассмотренных моделей описывается зависимостью радиуса кривизны и плотности от времени, причём плотность изменяется обратно пропорционально кубу радиуса кривизны. Фридман выяснил типы поведения таких моделей, допускаемые уравнениями тяготения, причём модель стационарной Вселенной Эйнштейна оказалась частным случаем, и таким образом, опроверг мнение о том, что общая теория относительности требует конечности пространства. Эти результаты продемонстрировали, что уравнения Эйнштейна не приводят к единственной модели Вселенной, какой бы ни была космологическая постоянная и легли в основу современной космологии. В книге «Мир как пространство и время» Фридман пишет о результатах своих исследований:

Переменный тип Вселенной представляет большое разнообразие случаев: для этого типа возможны случаи, когда радиус кривизны мира, начиная с некоторого значения, постоянно возрастает с течением времени; возможны далее случаи, когда радиус кривизны меняется периодически: Вселенная сжимается в точку (в ничто), затем, снова из точки доводит свой радиус до некоторого значения, далее опять, уменьшая радиус своей кривизны, обращается в точку и т. д. Невольно вспоминается сказание индусской мифологии о периодах жизни; является возможность также говорить о «сотворении мира из ничего».

На страницах научного журнала Zeitschrift für Physik развернулась полемика Фридмана с Эйнштейном. Опубликованная в 1922 году в 10-м томе этого журнала статья с теорией Фридмана вызвала резкую критику со стороны Эйнштейна в следующем томе. Однако в следующем году в томе 16 журнала Эйнштейн признал свою ошибку и правоту Фридмана:

В предыдущей заметке я подверг критике названную выше работу. Однако моя критика, как я убедился из письма Фридмана, сообщенного мне г-ном Крутковым, основывалась на ошибке в вычислениях. Я считаю результаты Фридмана правильными и проливающими новый свет.
Оригинальный текст (нем.)Ich habe in einer früheren Notiz an der genannten Arbeit Kritik geübt. Mein Einwand beruhte aber — wie ich mich auf Anregung des Herrn Krutkoff an Hand eines Briefes von Herrn Friedmann überzeugt habe — auf einem Rechenfehler. Ich halte Herrn Friedmanns Resultate für richtig und aufklärend.

Эйнштейн назвал космологическую постоянную (так называемый Λ-член, введённый им в уравнения как средство для поддержания стационарности Вселенной) своей «самой большой научной ошибкой». Возможно, однако, что Эйнштейн ошибся именно в отношении ошибочности своей модели: в настоящее время общепринятой является космологическая модель ΛCDM (лямбда-CDM), включающая в себя космологическую постоянную Эйнштейна, хотя и без предполагавшейся стационарности.
Из модели однородной изотропной Вселенной следует, что при её расширении должно наблюдаться красное смещение, пропорциональное расстоянию. Это было подтверждено в 1929 году Эдвином Хабблом на основании астрономических наблюдений: спектральные линии в спектрах галактик оказались смещены к красному концу спектра.
В 1922 году Фридман опубликовал монографию «Опыт гидромеханики сжимаемой жидкости». Это его основная работа по гидромеханике. В ней он сформулировал наиболее полную теорию вихревого движения в жидкости, рассмотрел, а для ряда случаев решил очень важную проблему — возможные движения сжимаемой жидкости при действии на неё определённых сил. В этой работе он вывел так называемое уравнение переноса вихря, которое приобрело фундаментальное значение в динамической метеорологии.
В 1924—1925 годах совместно с Львом Васильевичем Келлером указал систему характеристик структуры турбулентного потока, построил замкнутую систему уравнений, связав пульсации скорости и давления в двух точках потока в разные моменты времени. Эти работы заложили основы статистической теории турбулентности.

## Семья
- Первая жена (с 1911 года) — Екатерина Петровна Фридман (урождённая Дорофеева).
- Вторая жена (с 1923 года) — Наталья Евгеньевна Фридман (урождённая Малинина), впоследствии доктор физико-математических наук, директор Ленинградского отделения Института земного магнетизма, ионосферы и распространения радиоволн АН СССР. Их сын — Александр Александрович Фридман (1925—1983) — родился уже после смерти отца.

## Избранные работы
- Фридман А. А. О кривизне пространства. Z. Phys. 10 (1922), S. 377—386.
- Фридман А. А. Опыт гидромеханики сжимаемой жидкости / Под ред., с прим. Н. Е. Кочина, с доп. ст. Б. И. Извекова, И. А. Кибеля, Н. Е. Кочина. — Л.; М.: ОНТИ Гос. техн.-теорет. изд-во, 1934. — 370 с.
- Фридман А. А. Мир как пространство и время. Издание второе. — М.: Наука, 1965, 112 с.
- Фридман А. А. Избранные труды / Под ред. Л. С. Полака. — М.: Наука, 1966. Серия: Классики науки. Разделы сборника: гидромеханика сжимаемой жидкости; динамическая метеорология и физика атмосферы; релятивистская космология; письма; заметки; биография; библиография.

## Память

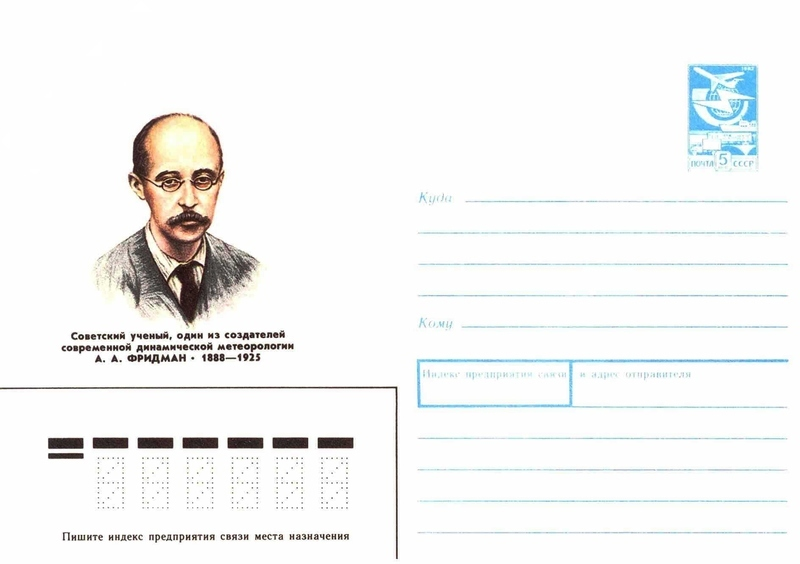
Посвящённый А. А. Фридману художественный маркированный конверт СССР 1988 года

- Лаборатория теоретической физики имени А. А. Фридмана РГПУ имени А. И. Герцена[24].
- Премия имени А. А. Фридмана (премия РАН).
- Лунный кратер Фридман.
- Гипотетическая частица фридмон.
- В 1965 году советский поэт Леонид Мартынов посвятил Фридману стихотворение «Мир не до конца досоздан…», в котором есть следующие слова[25]:

Если бы открыл звезду я, — я её назвал бы: Фридман, — лучше средства не найду я сделать всё яснее видным.
Памяти и защите приоритета этого замечательного, храброго человека, к сожалению, уделяется слишком мало внимания. Сама жизнь А. А. Фридмана — тема для увлекательного исторического телесериала.[прояснить]
- В 2008 году Виктор Пелевин написал фантастический рассказ «Пространство Фридмана» о загадочном измерении, в которое попадёт человек, чьё состояние превысит пороговую сумму.